# Публий Корнелий Мамула
Публий Корнелий Мамула (на латински: Publius Cornelius Mammula) е римски политик от род Корнелии, клон Мамула (Mammulae).
През 180 пр.н.е. той е претор и получава провинция Сицилия.
Той е роднина, вероятно баща на Марк Корнелий Мамула (римски посланик 173 пр.н.е. в Египет).